# اندیس منگنز جنوب هرائین (آوج)
منگنز جنوب هرائین (آوج) یک اندیس فلزی است که در  استان قزوین قرار دارد و مادهٔ معدنی موجود در آن، منگنز است.سنگ میزبان این اندیس سنگهای آتشفشانی سازند کرج است و دیرینگی آن به دوران ائوسن می‌رسد. در این اندیس، پاراژنز‌های هماتیت یافت می‌شوند.